# Stan sferoidalny
Przez stan sferoidalny rozumie się istnienie warstwy pary, powstałej w wyniku silnego wrzenia, pomiędzy gorącą powierzchnią i czynnikiem, którym jest albo płyn, albo mieszanina dwufazowa płynu i pary.
Dzięki istnieniu stanu sferoidalnego można np. na chwilę włożyć rękę do ciekłego azotu bez odniesienia obrażeń.